# Gran Premi de Gran Bretanya del 1996
Resultats del Gran Premi de la Gran Bretanya de Fórmula 1 de la temporada 1996, disputat al circuit de Silverstone el 14 de juliol del 1996.

## Resultats
| Pos | No | Pilot                 | Equip                  | Voltes | Temps/ Retirada  | Pos. de sortida | Punts |
| --- | -- | --------------------- | ---------------------- | ------ | ---------------- | --------------- | ----- |
| 1   | 6  | Jacques Villeneuve    | Williams - Renault     | 61     | 1h 33' 00. 874   | 2               | 10    |
| 2   | 4  | Gerhard Berger        | Benetton - Renault     | 61     | + 19.026 s       | 7               | 6     |
| 3   | 7  | Mika Häkkinen         | McLaren - Mercedes     | 61     | + 50.830 s       | 4               | 4     |
| 4   | 11 | Rubens Barrichello    | Jordan - Peugeot       | 61     | + 1' 06.716 min. | 6               | 3     |
| 5   | 8  | David Coulthard       | McLaren - Mercedes     | 61     | + 1' 22.507 min. | 9               | 2     |
| 6   | 12 | Martin Brundle        | Jordan - Peugeot       | 60     | + 1 Volta        | 8               | 1     |
| 7   | 19 | Mika Salo             | Tyrrell - Yamaha       | 60     | + 1 Volta        | 14              |       |
| 8   | 15 | Heinz-Harald Frentzen | Sauber - Ford          | 60     | + 1 Volta        | 11              |       |
| 9   | 14 | Johnny Herbert        | Sauber - Ford          | 60     | + 1 Volta        | 13              |       |
| 10  | 17 | Jos Verstappen        | Footwork - Hart        | 60     | + 1 Volta        | 15              |       |
| 11  | 21 | Giancarlo Fisichella  | Minardi - Ford         | 59     | + 2 Voltes       | 18              |       |
| Ret | 3  | Jean Alesi            | Benetton - Renault     | 44     | Frens            | 5               |       |
| Ret | 9  | Olivier Panis         | Ligier - Mugen - Honda | 40     | Direcció         | 16              |       |
| Ret | 10 | Pedro Diniz           | Ligier - Mugen - Honda | 38     | Motor            | 17              |       |
| Ret | 5  | Damon Hill            | Williams - Renault     | 26     | Rodes            | 1               |       |
| Ret | 20 | Pedro Lamy            | Minardi - Ford         | 21     | Caixa canvi      | 19              |       |
| Ret | 16 | Ricardo Rosset        | Footwork - Hart        | 13     | Part elèctrica   | 20              |       |
| Ret | 18 | Ukyo Katayama         | Tyrrell - Yamaha       | 12     | Motor            | 12              |       |
| Ret | 2  | Eddie Irvine          | Ferrari                | 5      | Diferencial      | 10              |       |
| Ret | 1  | Michael Schumacher    | Ferrari                | 3      | Hidràulics       | 3               |       |
| NVQ | 23 | Andrea Montermini     | Forti F1 - Ford        |        | No qualificat    | 21              |       |
| NVQ | 22 | Luca Badoer           | Forti F1 - Ford        |        | No qualificat    | 22              |       |

## Altres
- Pole: Damon Hill 1' 26. 875

- Volta ràpida: Jacques Villeneuve 1' 29. 288 (a la volta 21)